# Haplochromis serranus
Haplochromis serranus е вид лъчеперка от семейство Цихлиди (Cichlidae).

## Разпространение
Видът е разпространен в Кения, Танзания и Уганда.